# Kirklees
Kirklees – dystrykt metropolitalny w angielskim hrabstwie West Yorkshire. Największym miastem dystryktu, a także ośrodkiem administracji jest Huddersfield.

## Miasta
- Batley
- Cleckheaton
- Dewsbury
- Heckmondwike
- Holmfirth
- Huddersfield
- Mirfield

## Inne miejscowości
Almondbury, Armitage Bridge, Battyeford, Berry Brow, Birdsedge, Birkenshaw, Birstall, Boothroyd, Bradley, Briestfield, Burnlee, Cartworth, Clayton West, Dalton, Denby Dale, Emley, Farnley Tyas, Flockton, Flockton Moor, Fulstone, Golcar, Gomersal, Grange Moor, Hall Bower, Hartshead, Healey, Helme, Hepworth, Highburton, Holme, Holme Valley, Honley, Hunsworth, Kirkburton, Kirkheaton, Lane, Lepton, Lindley, Linthwaite, Liversedge, Lockwood, Lower Cumberworth, Marsden, Meltham, Netherthong, Netherton, New Mill, Newsome, Norristhorpe, Ravensthorpe, Roberttown, Scammonden, Scholes (Cleckheaton), Scholes (Holme Valley), Scissett, Shelley, Shepley, Skelmanthorpe, Slaithwaite, South Crosland, Stocksmoor, Storthes Hall, Thongsbridge, Thornhill, Thurstonland, Totties, Upper Cumberworth, Upper Denby (Denby Dale), Upper Denby (Kirkburton), Upperthong, Whitley Lower, Wooldale.